# Accor Arena
Accor Arena (voorheen:  Accor Arena en Palais Omnisports de Paris-Bercy, afgekort als POPB, en ook bekend als Bercy Arena) is een Frans stadion. Het staat in het quartier Bercy in het 12e arrondissement van Parijs, en is ontworpen door de architecten Michel Andrault en Pierre Parat. Het telt 3.500 tot 20.300 zitplaatsen, afhankelijk van de configuratie van de tribunes, en werd in 1984 geopend. Het is na de Paris La Défense Arena de grootste arena van Frankrijk.
In het Palais Omnisports de Paris-Bercy werd onder andere het wereldkampioenschap indooratletiek 1997 gehouden; het Europees kampioenschap basketbal 1999 (EuroBasket); de Europees kampioenschappen turnen 1997 (IAAF); de Wereldkampioenschappen judo 1997, 2011 en de Europese kampioenschappen judo 2001 en de Electronic Sports World Cup 2006. Ook vinden hier jaarlijks het ATP tennistoernooi Paris Masters en de ISU grand prix kunstrijden Trophee Eric Bompard plaats.
Het complex wordt daarnaast voor concerten gebruikt. Muzikanten als Adele, Ariana Grande, Angèle, Bruno Mars, Bruce Springsteen, Céline Dion, Kanye West, Jay-Z, Justin Bieber, Daft Punk, Madonna, Drake, Johnny Hallyday, Eminem, Lady Gaga, Rihanna, Coldplay, Muse, Metallica, Youssou N'Dour, KoЯn, Iron Maiden, Guns N' Roses, Sting, Tina Turner, André Rieu, Phil Collins, Martin Garrix en U2 traden hier op.